# Jane Horrocks
Jane Horrocks, född 18 januari 1964 i Rawtenstall, Lancashire, är en brittisk skådespelare och sångerska.
Horrocks är en skicklig imitatör och imiterar bland andra Judy Garland, Shirley Bassey och Ethel Merman. Detta ledde till att hon fick huvudrollen i filmen Little Voice. Hon har även spelat "Bubble" i komediserien Helt hysteriskt och gav rösten åt hönan "Babs" i filmen Flykten från hönsgården.
Horrocks sjöng duett med Robbie Williams 2001 på låten "Things", ursprungligen framförd och skriven av Bobby Darin.

## Filmografi i urval
- 1988 - Sagor för stora barn (TV-serie)
- 1990 - Häxor
- 1992 - Red Dwarf (TV-serie)
- 1992–2012 - Helt hysteriskt (TV-serie)
- 1996 - Röster från andra sidan graven (TV-serie)
- 1997 - Mavis Davis - en divas sista dagar
- 1998 - Little Voice
- 2000 - Flykten från hönsgården  (röst)
- 2005 - Corpse Bride (röst)
- 2013 – Sunshine on Leith

## Diskografi

### Album
- 2000 – The Further Adventures of Little Voice